# Pen Tranch
Pen Tranch är en community i Storbritannien.   Den ligger i kommunen Torfaen och riksdelen Wales, i den södra delen av landet, 200 km väster om huvudstaden London. Arean är 12,1 kvadratkilometer.
Den tätbebyggda delen i östra Pen Tranch ingår i tätorterna Abersychan och Pontypool.